# کالج اگنس اسکات
کالج اگنس اسکات (به انگلیسی: Agnes Scott College) یک کالج هنرهای آزاد در آمریکا و historic district in the United States در ایالات متحده آمریکا است که در جورجیا واقع شده‌است.